# Jean-Pierre-Antoine Tassaert

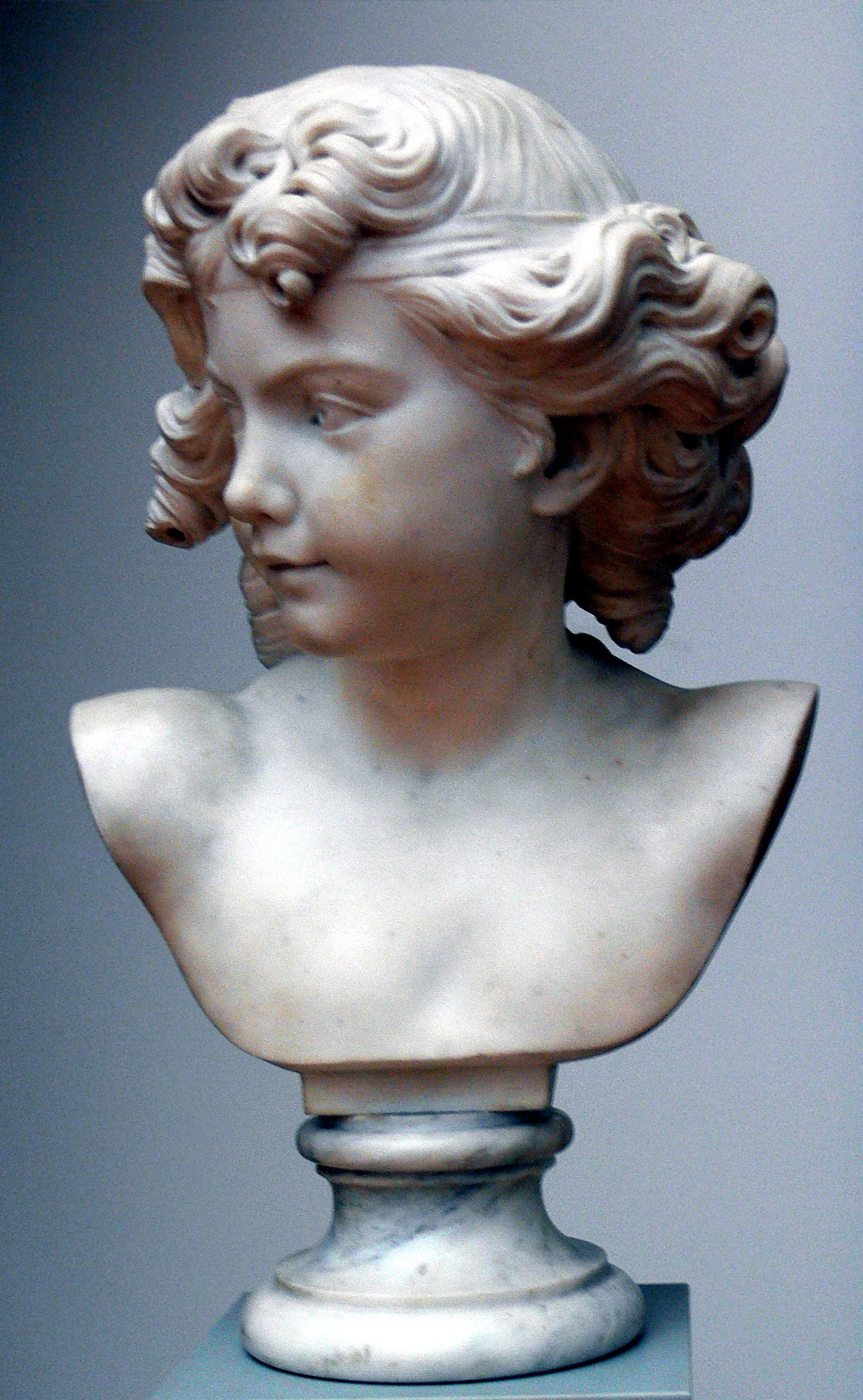
Cabeza de Cupido

Jean-Pierre-Antoine Tassaert o Jean Pierre Antoine Tassaert (Amberes, 1727 - Berlín, 21 de enero de 1788) fue un escultor de origen flamenco que, tras una exitosa carrera en Francia, se convirtió en un destacado escultor de retratos en Berlín.

## Vida

### Formación
Tassaert nació en Amberes, donde fue bautizado el 19 de agosto de 1727.  Se formó en Amberes y Londres. A partir de 1744 residió en París donde estudió en el taller de René-Michel Slodtz, miembro de una dinastía de diseñadores-escultores de origen flamenco que trabajaba para la corte real.

### Carrera en París

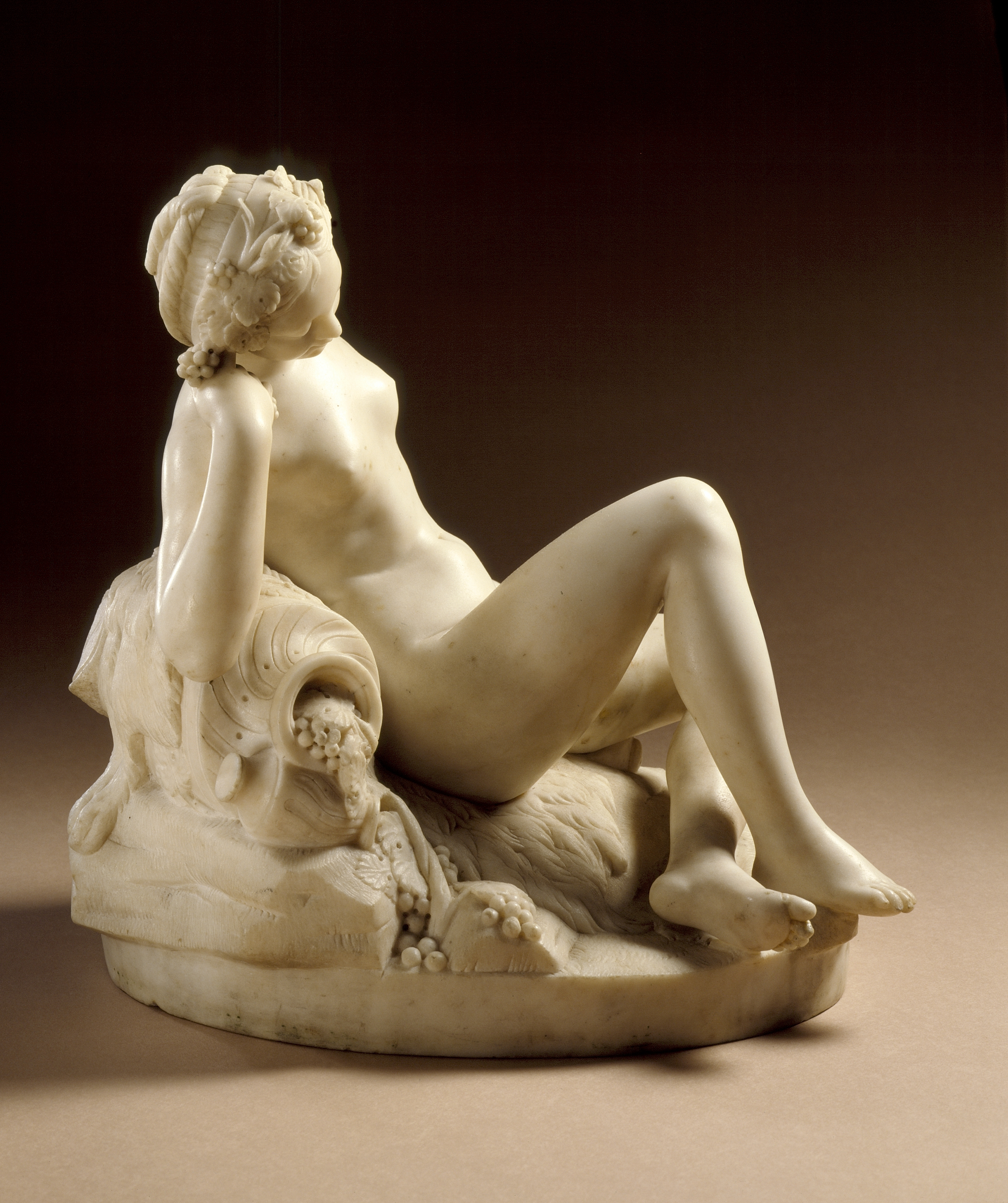
Bacante reclinada

En 1769, Tassaert fue aprobado (agréé) en la Académie Royale francesa (que constituye el primer nivel de admisión a la Academia), pero nunca fue recibido (reçu) como académico de pleno derecho. Tras la muerte de Slodtz, en 1764, emergió como escultor por derecho propio. Expuso con frecuencia en el Salón, principalmente con pequeñas figuras y grupos mitológicos y alegóricos. Su obra fue muy apreciada por la aristocracia y la marquesa de Pompadour fue una de sus mecenas. Recibió muchos encargos y trabajó al menos desde mediados de los años cincuenta en el Pavilion du Roi del recaudador general de impuestos Etienne-Michel Bouret, amante del arte. Otros mecenas influyentes fueron el "Contrôleur général des finances", el abate Joseph Marie Terray (1715-1778) y el diplomático ruso y posterior presidente de la Academia Imperial de las Artes, el barón Alexander Sergeyevich Stroganov (1733-1811). Finalmente, se convirtió en escultor de la corte del Conde de la Provenza (el posterior rey Luis XVIII), que le nombró escultor (sculpteur attitré) en 1773.

### Carrera en Berlín
Tassaert se había casado con la pintora de miniaturas Marie-Edmée Moreau (1736-91) en París en 1758. De este matrimonio nacieron 8 hijos. Debido a la presión financiera que suponía criar una familia numerosa, Tassaert deseaba encontrar un empleo estable. En junio de 1775, tras una carrera de unos 30 años en París, Tassaert se trasladó con su familia a Berlín. Aquí se convirtió en el tercer director del taller real de escultura, también llamado "estudio francés", porque los dos directores anteriores habían sido los franceses François Gaspard Adam (1710-1761) y Sigisbert-François Michel (1728-1811). El contrato para su nombramiento había sido firmado por el rey prusiano Federico el Grande. El puesto de primer escultor real estaba vacante desde hacía varios años cuando Tassaert asumió el cargo. El nombramiento de Tassaert había sido mediado por el enciclopedista francés Jean le Rond d'Alembert (1717-1783). Tassaert también había enviado al rey algunas de sus obras para apoyar su candidatura al puesto. Una de las esculturas que envió fue una estatua de una Venus bañista. Se cuenta que al rey prusiano le gustó tanto la escultura que no se atrevió a sacarla de su caja por miedo a que se dañara. El puesto en la corte le garantizaba a Tassaert, además de los honorarios por su trabajo, unos ingresos constantes, ayudantes pagados, un estudio gratuito y una casa construida con el dinero real.

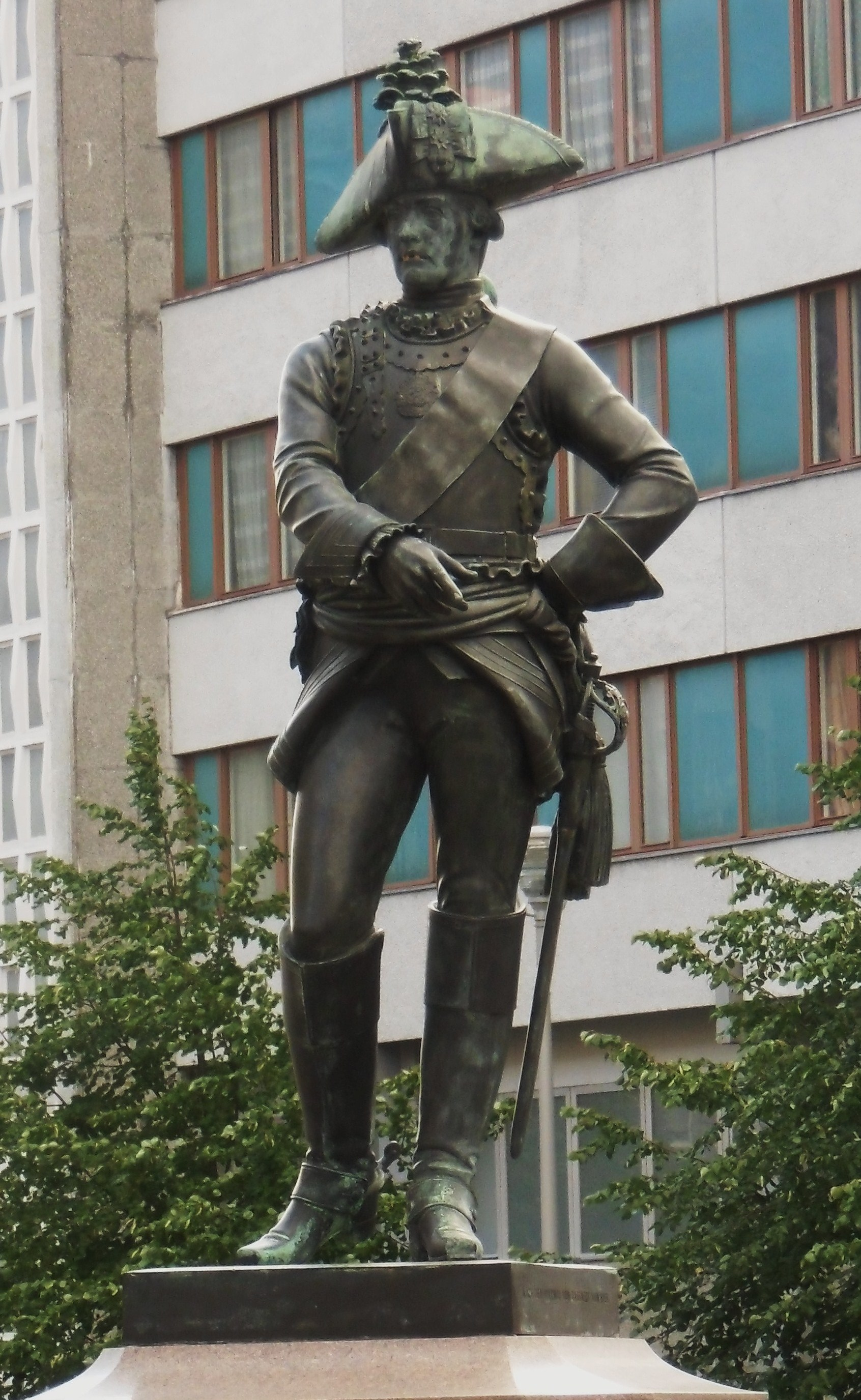
Estatua de Friedrich Wilhelm von Seydlitz en Berlín.

La casa y el estudio prometidos por el rey se terminaron en 1779. Aquí, Tassaert también instaló una especie de estudio-maestro, donde formó a jóvenes escultores. El más famoso de sus alumnos fue Gottfried Schadow, quien sería su sucesor como escultor de la corte. 
Inició un periodo de intensa actividad artística en Berlín. Sus primeras obras importantes fueron cuatro estatuas de mármol de Baco, un fauno y dos bacantes realizadas para el gran salón de las nuevas habitaciones del palacio de Sanssouci. Además de muchas obras menores para los palacios reales, el rey encargó a Tassaert las estatuas del general von Seydlitz y del mariscal von Keith para la Wilhelmplatz de Berlín (las estatuas fueron sustituidas en 1857 por copias en bronce realizadas por August Kiss, los originales pueden verse en el Museo Bode). Su representación del general von Seydlitz con el uniforme del regimiento contemporáneo, en lugar de con los habituales ropajes romanos, fue controvertida y suscitó un debate sobre la vestimenta de las estatuas públicas que se prolongó hasta la década de 1830.
Tassaert también realizó en este período una serie de retratos como el de Moses Mendelssohn (1785).
La actividad artística en Berlín disminuyó gradualmente en los últimos años de Federico el Grande. A su muerte, en 1786, su sobrino el rey Federico Guillermo II reactivó el apoyo a las artes. Con el fin de promover un diseño más artístico y uniforme incluso en las formas ornamentales arquitectónicas, se encargó a Tassaert que supervisara a todos los "escultores y decoradores de figuras" que trabajaban en los edificios reales. De esta época datan una serie de obras decorativas que se conservan en los palacios reales. El último trabajo del artista para el rey fue el diseño para una tumba del conde von der Mark, que fue ejecutado de forma diferente por su alumno Johann Gottfried Schadow. Murió en su casa el 21 de enero de 1788.

### Familia
Era sobrino de Jean-Pierre Tassaert (1651-1725) y nieto de Pierre Tassaert (maestro del Gremio de Pintores de San Lucas 1635- ca 1692/93) ambos pintores de Amberes. Tassaert fue el maestro de su hijo Jean-Joseph-François Tassaert y su hija Henriette-Félicité Tassaert. Eran retratistas consumados, Jean-Joseph-François trabajando como grabador en París y Henriette-Felicité como especialista en pasteles en Alemania. El hijo de Jean-Joseph-François, Octave Tassaert, tuvo éxito en París con sus pinturas de género que representan las miserables condiciones de vida de los ciudadanos del París del siglo XIX.

## Trabajos seleccionados

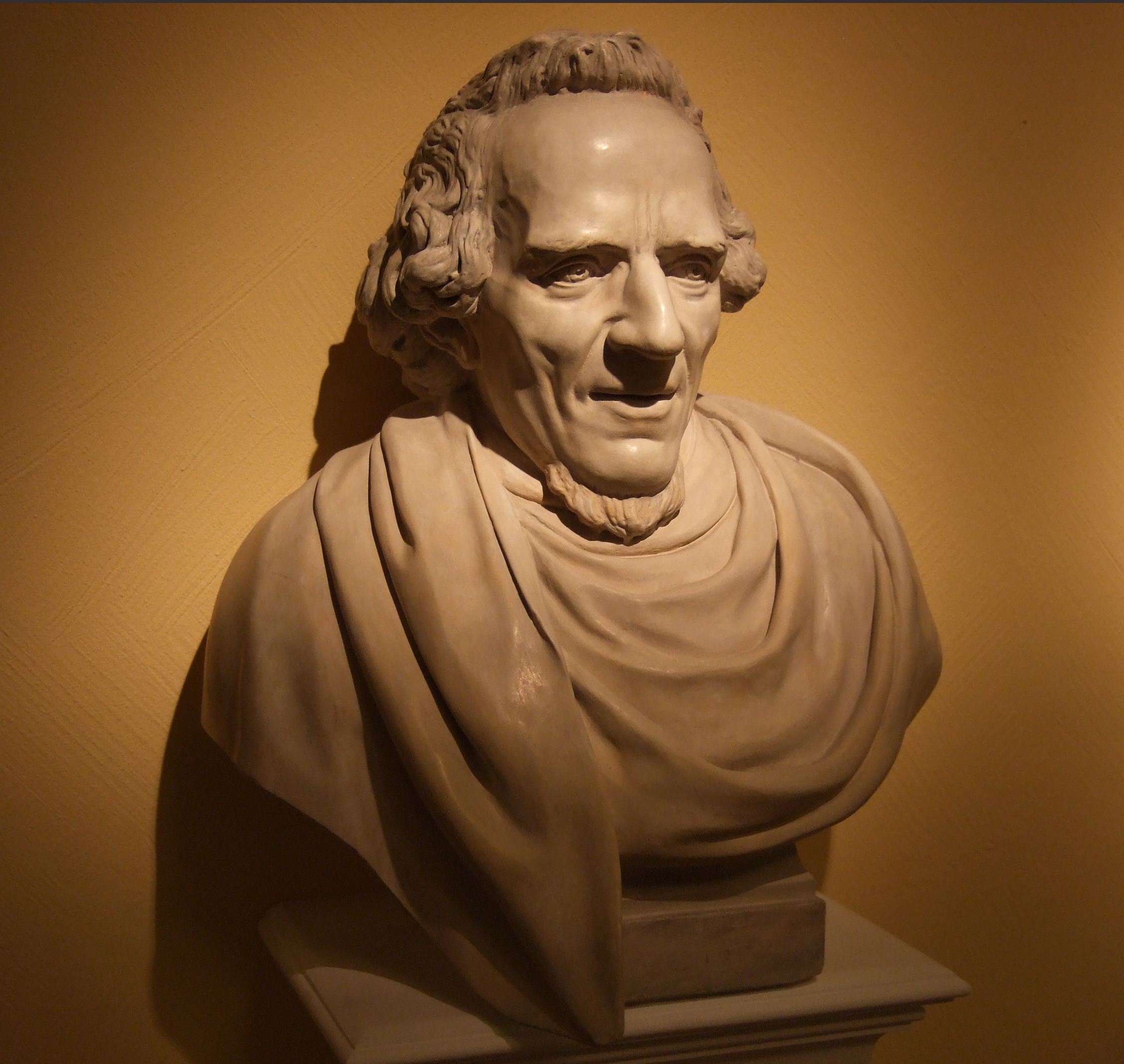
Busto de Moisés Mendelssohn

- Pyrrha, o población, mármol blanco ca. 1773–74 (modelo de yeso expuesto en el Salón de 1773). Encargado por el Abbé Terray para la galería de esculturas en su residencia de París, rue Notre-Dame-des-Champs, en pareja con Mercury o Commerce de Augustin Pajou. Michael Levey sugiere que el encargo probablemente data de la breve gira de Terray como director de Bâtiments du Roi .[5]
- Putti representando Pintura y Escultura, mármol blanco ca 1774-1778 también encargado por Terray como uno de los cuatro grupos por varios escultores[6]
- Cupido preparándose para disparar su flecha (Malmaison).
- Busto retrato de Christian Fürchtegott Gellert (1715-1769). (Museo del Louvre)
- Catalina la Grande como Minerva Protectora de las Artes (Museo del Hermitage).
- (atribuido) Venus sentada llenando de rosas un carcaj, mármol blanco (Musée Cognac-Jay, París).[7]